# ويليام تيري (سياسي)
ويليام تيري هو سياسي كندي، ولد في 1798.